# Nandongfang
Nandongfang är en socken i Kina. Den ligger i provinsen Hebei, i den norra delen av landet, omkring 430 kilometer söder om huvudstaden Peking.
Genomsnittlig årsnederbörd är 661 millimeter. Den regnigaste månaden är juli, med i genomsnitt 245 mm nederbörd, och den torraste är januari, med 4 mm nederbörd.